# Berettyókohány
Berettyókohány (Cohani), település Romániában, a Partiumban, Bihar megyében.

## Fekvése
A Berettyó mellett, a margitta–szilágysomlyói vasútvonal mentén, Margittától délkeletre, Lüki és Szunyogd közt fekvő település.

## Története
Berettyókohány nevét 1454-ben említette először oklevél Kolyan néven. 1489-ben Kohan, 1625-ben Kohani, 1692-ben Kohany, 1808-ban Kohány (Lüki-), 1913-ban Berettyókohány néven írták.
1851-ben Fényes Elek írta a településről: „Lüki-Kohány, románul Ityivsi-Kohán, Bihar vármegyében, hegyen és dombon, 241 óhitü lakossal, s anyatemplommal, és 10 4/8 urbéri telekkel. Hegyes-völgyes határa 1079 hold, ... A határ mentiben délről foly a Berettyó vize. Birtokosai: gróf Csáky Sándor, Édes Gábor, Ujfalusi Lajos, Domahidi Dániel, Kabós Dániel, Kabós Mihály, Kabós János, Korda György és Simon Elek, Fráter Imre, Gedeon, Tamás, Jakab és Dániel, Sombory András, Végh György, Fodor Sándor, Kallós Imre, Botka Ádám, Osváth Károly, Mohay, Dobsa család, Radványné asszony.”
A település birtokosai a 19. század végén a gróf Csáky, Fráter, Józsika, Kabos és a Keczely család voltak.
1910-ben 308 lakosából 191 román, 117 magyar volt. Ebből 175 görögkeleti ortodox, 96 református, 17 görögkatolikus volt.
A trianoni békeszerződés előtt Bihar vármegye Margittai járásához tartozott.